# Mansuphantes gladiola
Mansuphantes gladiola là một loài nhện trong họ Linyphiidae.
Loài này thuộc chi Mansuphantes. Mansuphantes gladiola được Eugène Simon miêu tả năm 1884.